# Oznice

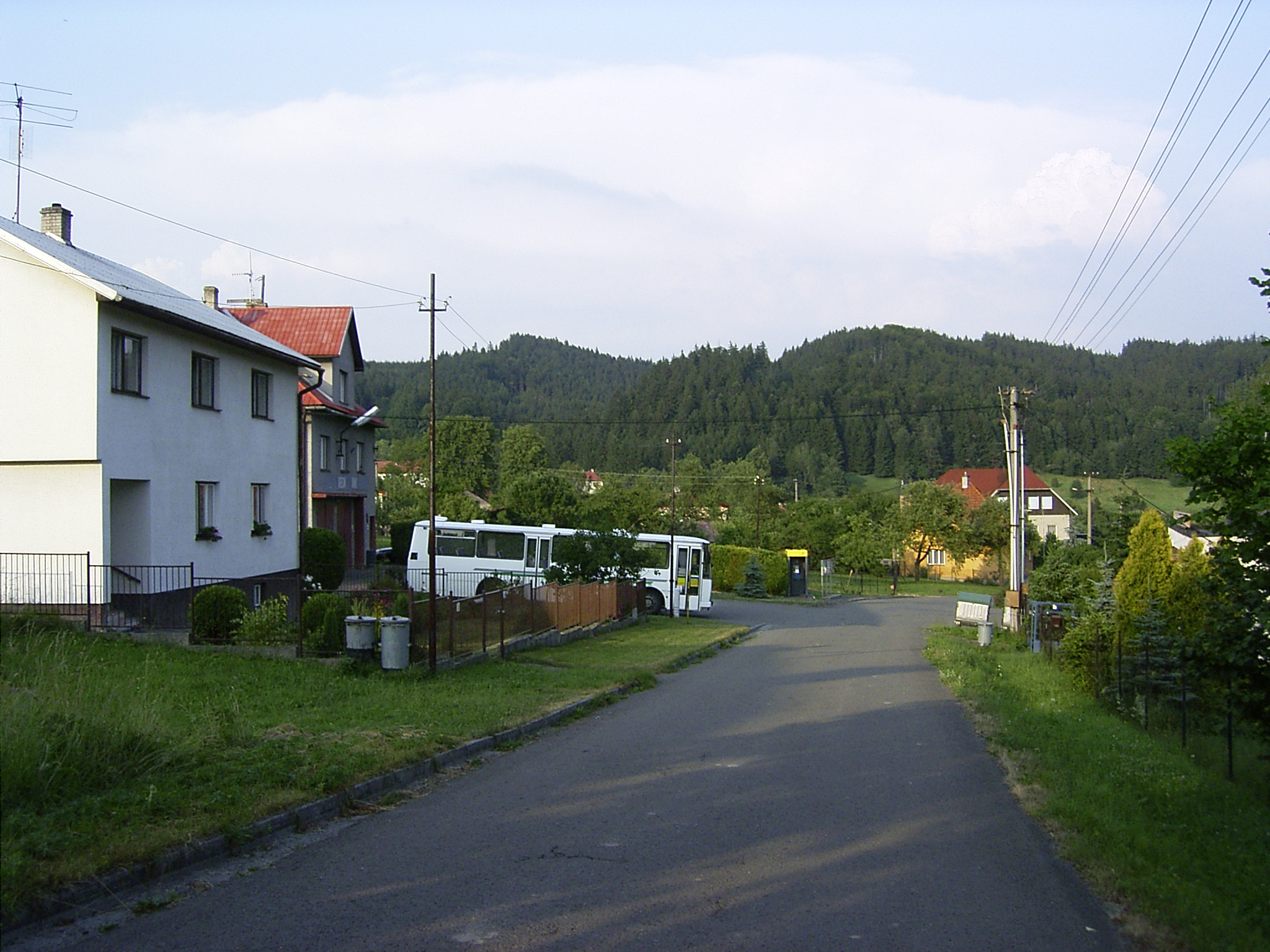
Ortsansicht

Oznice (deutsch Osnitz, älter Neudorf) ist eine Gemeinde in Tschechien. Sie liegt sechs Kilometer südwestlich von Valašské Meziříčí in der Mährischen Walachei und gehört zum Okres Vsetín.

## Geographie
Die Streusiedlung Oznice erstreckt sich im Nordosten der Hostýnské vrchy im Tal des Baches Oznička. Nördlich erheben sich der Petříkovec (532 m) und die Píšková (578 m), im Süden die Crhová (458 m) und Dlouhá hora (485 m), südwestlich die Čarabovská (569 m) und der Kuželek (568 m) sowie im Westen die Hůrka (557 m).
Nachbarorte sind Na Pasekách, Branky, Dolní Dvůr, Trnové, Vanová und Paseky u Revíru im Norden, Bražiska, Krplov, Píšková, Jarcová und Zavápenné im Nordosten, U Niveckých und Na Uhlisku im Osten, U Macháčků, Nová, Na Podhoří, U Sulovských, U Skalovjáků, U Málků, Bystřička und Dolní Zemani im Südosten, U Plšků, Čarabovská, Juřiňáci und Mikulůvka im Süden, Lipí und Lázy im Südwesten, Na Potoce, Podolí und Loučka im Westen sowie Vrchovec und Police im Nordwesten.

## Geschichte
Das Dorf entstand wahrscheinlich im Zuge der großen Kolonisationsphase. Die erste schriftliche Erwähnung des Dorfes erfolgte 1376 als Teil des bischöflichen Lehngutes Arnoltovice. Im Jahre 1396 wurde der Ort als Ozdnicze, 1403 als Oscznicz und 1505 als Oznicze bezeichnet. Später erlosch das Dorf. 1535 wurde Wozniczy ein wüstes Dorf genannt. Im 1580 wurde die Wüstung als Ozdniczy bezeichnet.
Nach dem Dreißigjährigen Krieg ließ die Herrschaft Valašské Meziříčí den Ort wiederbesiedeln. 1663 bestanden in dem Tal neun Häuslerstellen, deren Bewohner Paseken schlugen und Felder anlegten. Zu dieser Zeit wurde die Siedlung Konvice und Nová Dědina genannt. Sukzessive siedelten sich verstreut über das Tal weitere walachische Pasekaren an. Im Jahre 1751 wurde die Siedlung als Oznicza bezeichnet. Die Landwirtschaft in den Bergdorf reichte nicht zum Lebensunterhalt der Bewohner. Sie verdienten sich mit Heimarbeit durch Besenbinderei und Fertigung hölzerner Geräte, Karren und Schlitten sowie walachischer Schuhe ein Zubrot. 1846 führte die Gemeinde den Namen Osnicza. Bis zur Mitte des 19. Jahrhunderts war das Dorf zur Herrschaft Valašské Meziříčí untertänig.
Nach der Aufhebung der Patrimonialherrschaften bildete Osnicza ab 1850 eine Gemeinde in der Bezirkshauptmannschaft Valašské Meziříčí. 1872 wurde der Ort als Osnice und 1881 als Ozdnice bezeichnet. 1878 erfolgte die Einweihung der Schule. Aus dem Jahre 1885 sind die Ortsnamen Osnice und Oznice überliefert. Nach der Aufhebung des Okres Valašské Meziříčí wurde Oznice 1960 dem Okres Vsetín zugeordnet. 1997 wurde das Dorf durch ein schweres Hochwasser der Oznička heimgesucht. Danach erfolgte durch den Staatsforstbetrieb Lesy ČR eine Instandsetzung der Ufermauern des Baches sowie die Anlegung von Wehren mit Hochwasserrückstaueinrichtungen.

## Gemeindegliederung
Für die Gemeinde Oznice sind keine Ortsteile ausgewiesen. Zu Oznice gehören die Ansiedlungen Lipí, Na Pasekách, Na Podhoří, Na Potoce, Na Uhlisku, U Málků, U Niveckých, U Plšků, U Skalovjáků und U Sulovských.

## Sehenswürdigkeiten

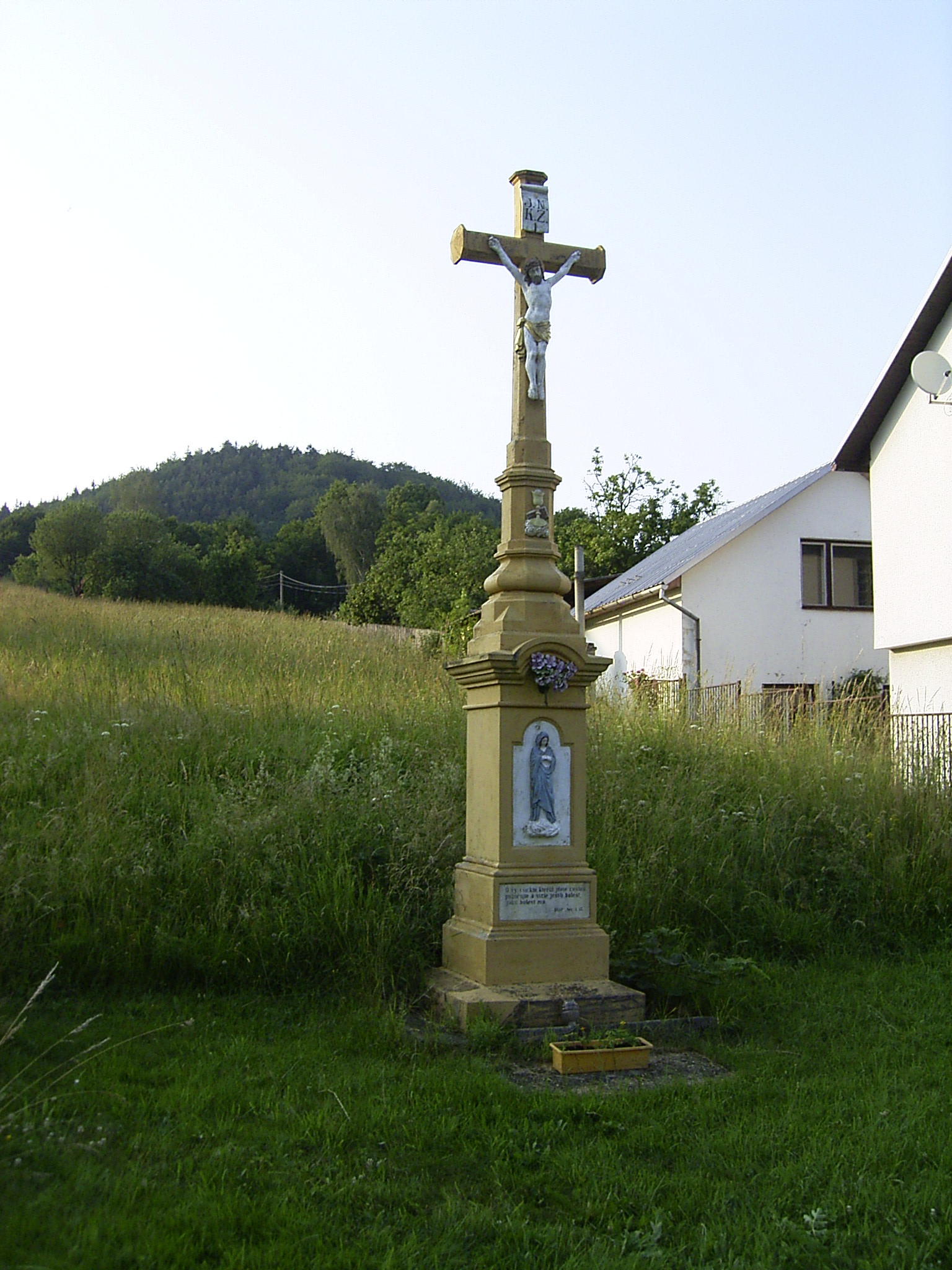
Wegekreuz

- Gezimmerter walachischer Glockenturm mit zwei Glocken am Platz Forajtka, der Turm stand ursprünglich in Lipí und wurde zu Beginn des 20. Jahrhunderts an seinen heutigen Standort umgesetzt. Die ältere Glocke stammt von 1737
- Gedenkstein für Kaiser Franz Josef I. bei Na Pasekách auf der Kaiser Franz Josefs-Höhe auf dem Kamm der Hostýnské vrchy, errichtet 1898
- Steinernes Wegekreuz am Gemeindeamt, geschaffen 1906
- Gedenkstein für Tomáš Garrigue Masaryk, östlich des Ortes beim Forsthaus Na Uhlisku am Platz U lipky, geschaffen 1997
- Gedenkstein für das Wirken von Tomáš Garrigue Masaryk als Abgeordneter der Mährischen Walachei in den Jahren 1907 bis 1912, nordöstlich des Ortes am Naturlehrpfad T.G.M. zur Píšková, er wurde 1946 von den Einwohnern von Poličná aufgestellt
- Partisanendenkmal
- Partisanenbunker in den Wäldern oberhalb des Dorfes